# Марк-Вивијен Фое
Марк-Вивијен Фое (фр. Marc-Vivien Foé; 1. мај 1975, Јаунде — 26. јун 2003, Лион) је био камерунски фудбалер, који је играо на позицији везног играча.

## Каријера
Фое је као јуниор почео у друголигашком клубу Унион де Гаруа, да би после прешао у Кено Јаунде. За репрезентацију Камеруна је дебитовао 22. септембра 1993. против Марока. Позван је на Светско првенство 1994. на којем је био у почетној постави на све три утакмице Камеруна. Након првенства, на ком је забележио и асистенцију код једног гола, за њега су почели да се интересују европски клубови. Прелази у Ленс, где игра 5 година и за то време осваја првенство Француске 1998. године. На Светско првенство исте године није отишао због лома ноге, у тренутку када је био мета Манчестер јунајтеда, а након опоравка је прешао у Вест Хем јунајтед. У Вест Хему остаје једну сезону, одигравши 38 утакмица и постигавши 1 гол, а након тога прелази у Лион. Наступ за Лион му је био отежан због маларије, али је и поред тога са Лионом освојио Лига куп 2001. и Прву лигу Француске 2002. Године 2002. је наступао и на Светском првенству, где је опет био у почетној постави на утакмицама. Сезоне 2002/03. је играо на позајмици у Манчестер Ситију, где је играо редовно и постигао 9 голова.

## Смрт
Фое је играо на Купу конфедерација 2003. године. У групној фази такмичења је играо у победама против Бразила и Турске, а одмарао је против САД-а. Након групне фазе Камерун је у полуфиналу такмичења играо са Колумбијом на стадиону Жерлан у Лиону, и Фое је ту утакмицу почео. У 72. минуту утакмице Фое се срушио на центру терена, без контакта са другим играчем. Након покушаја да га оживе на терену, однесен је ван терена. Након 45 минута лекара да поново покрену његово срце, Фое је преминуо у медицинском центру стадиона. Након обдукције је откривено да је Фое преминуо од последица срчаног удара, јер су откривени докази хипертрофичне кардиомиопатије, наследне болести срца која повећава ризик од изненадне смрти током вежбања. Селектор Камеруна, Винфред Шафер, рекао је да је хтео да замени Фоеа пре него што је колабирао на терену, јер је приметио његову спорост, међутим Фое је одлучио да настави утакмицу.
Након Фоеове смрти, Ленс је повукао из употребе број 17 на дресу, а Манчестер Сити број 23.

## Трофеји
Ленс
- Прва лига Француске: 1997/98

Вест Хем јунајтед
- Интертото куп: 1999

Лион
- Прва лига Француске: 2001/02
- Лига куп Француске: 2000/01

Камерун
- Куп афричких нација: 2000, 2002

Индивидуални
- Куп конфедерација — бронзана лопта: 2003 (постхумно)